# Takashi Sasaki
Takashi Sasaki (佐々木孝 Sasaki Takashi?) (Obihiro, Hokkaido, 31 de agosto de 1939 - Minamisōma, 20 de diciembre de 2018) fue un hispanista, ensayista y traductor japonés. No debe confundirse con el luchador japonés homónimo nacido en 1975.

## Biografía
Se crio en Manchuria, adonde su padre había sido enviado como funcionario, pero al terminar la II Guerra Mundial su familia huyó y regresó a Japón, a la prefectura de Fukushima. En 1962 ingresó en la Universidad Sofía de Tokio que los jesuitas tenían en Japón y al graduarse ingresó en la Compañía de Jesús. Pasó tres años de noviciado en Hiroshima y regresó a Tokio para estudiar dos años de Filosofía, pero colgó los hábitos y se casó. 
Empezó a interesarse por España tras ver la película ¿Por quién doblan las campanas?, versión cinematográfica de la novela de Ernest Hemingway. Viajó a España por primera vez ya con 30 años, y estuvo en Madrid, Málaga y Granada y más tarde dos veces en Salamanca. La última vez estuvo en 1980 con su pareja y dos hijos mellizos visitando monasterios.
Trabajó como profesor de español y de filosofía española en varias universidades japonesas, entre ellas la Universidad Seisen (Tokio). Muy influido por el pensamiento de Miguel de Unamuno, tradujo muchos de sus libros, y también a otros varios autores españoles.
Con el seudónimo de Fuji Teivo (富士 貞房 Fuji Teibo?), es autor del blog Monodiálogos, donde critica desde 2004 la falta de individualismo de la cultura japonesa, y de Genpatsuka wo ikiru / Fukushima. Vivir el desastre (2013), traducido al chino, al coreano y al español. En este último explica su decisión de no dejar su ciudad de Minamisōma donde vivía, situada dentro de la zona de exclusión impuesta ante el riesgo de radiación tras las explosiones ocurridas después del terremoto y el tsunami del 11 de marzo de 2011 en la central nuclear Fukushima I, situada 25 kilómetros al sur. Quería acompañar a su pareja, mujer que se encontraba postrada por una enfermedad y que no habría soportado el traslado. Señala allí a manera de diario la vivencia de una ciudad fantasma en la que solo unos cuantos quedaron y critica fuertemente la ineptitud de las autoridades y el sensacionalismo de la prensa japonesa. "El japonés ya no se mueve por ideales... El gobierno japonés solo se preocupa por la vida biológica y no respeta nuestra vida biográfica", y diserta sobre el verdadero concepto de patriotismo. Cuando se levantó la zona de exclusión, recibió todo tipo de visitas de simpatizantes, hispanistas y periodistas, y también de escritores como Juan José Millás y artistas como José María Sicilia.
Entre 2017 y 2018 la editorial Hosei Daigaku publicó además sus traducciones de Del sentimiento trágico de la vida y El Cristo de Velázquez, obras de Unamuno. Anteriormente recogió algunas de las suyas en Obras selectas de Miguel de Unamuno (Tokio: Hakusuisha, 1972). También escribió un ensayo sobre la figura del pensador bilbaíno titulado Filosofía de la pasión / Jonetsu no Tesugaku). Dejó una traducción inédita de La rebelión de las masas de José Ortega y Gasset y otra del jesuita pacifista Daniel Berrigan, Kiki-wo Ikiru / Vivir la crisis. Falleció de cáncer de pulmón en 2018.

## Obras
- La filosofía de Don Quijote. El pensamiento y la vida de Unamuno, Tokio, Kodansha, 1976.
- Filosofía de la pasión, ensayo.
- Monodiálogos, blog.
- Fukushima, vivir el desastre, editorial Satori, 2013.